# Götaplatsen
A Götaplatsen é uma grande praça do centro da cidade de Gotemburgo, localizada no extremo sul da grande avenida Kungsportsavenyn.
Foi projetada em estilo clássico pelos arquitetos Sigfrid Ericson e Arvid Bjerke, e inaugurada em 1923 aquando das comemorações dos 300 anos de Gotemburgo, juntamente com o Museu de Arte de Gotemburgo e o Konsthall.

A estátua de Poseidon no meio da praça, da autoria de Carl Milles foi inaugurada em 1931.

Em 1934 foi a vez do Teatro Municipal de Gotemburgo ocupar o flanco direito, e em 1935 a Sala de Concertos de Gotemburgo surgiu no flanco esquerdo.

Finalmente em 1967 surgiu a Biblioteca Municipal de Gotemburgo ao lado do teatro.

## Locais importantes na área da Götaplatsen
- Museu de Arte de Gotemburgo
- Konsthall
- Teatro Municipal de Gotemburgo
- Sala de Concertos de Gotemburgo
- Biblioteca Municipal de Gotemburgo

## Imagens da Götaplatsen

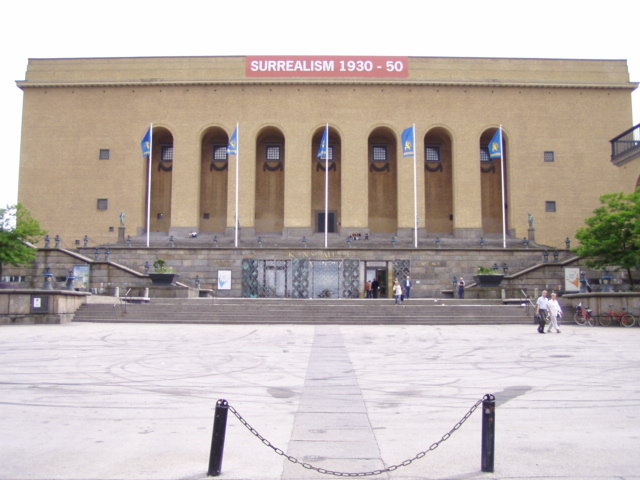
Museu de Arte de Gotemburgo
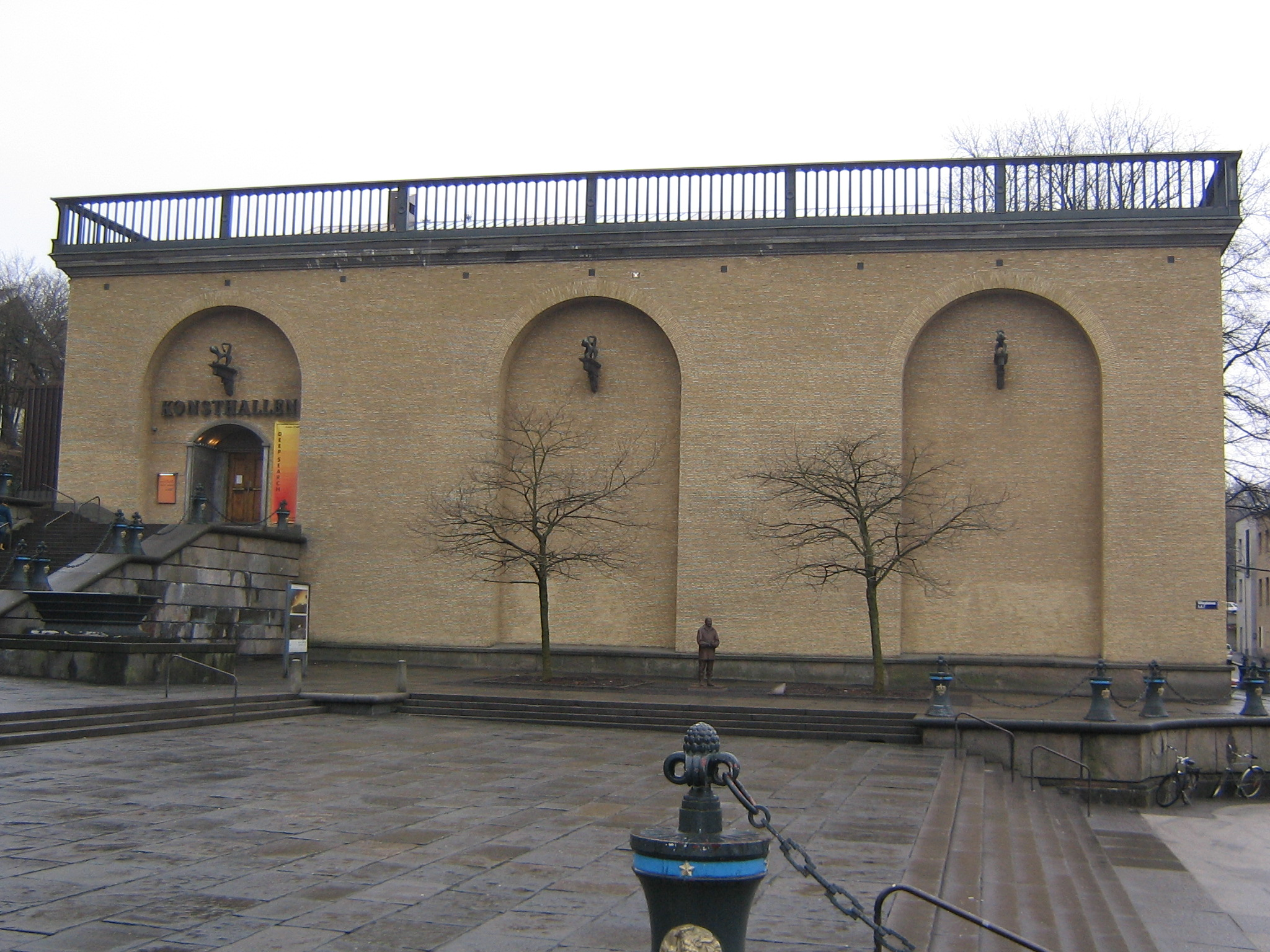
Konsthall
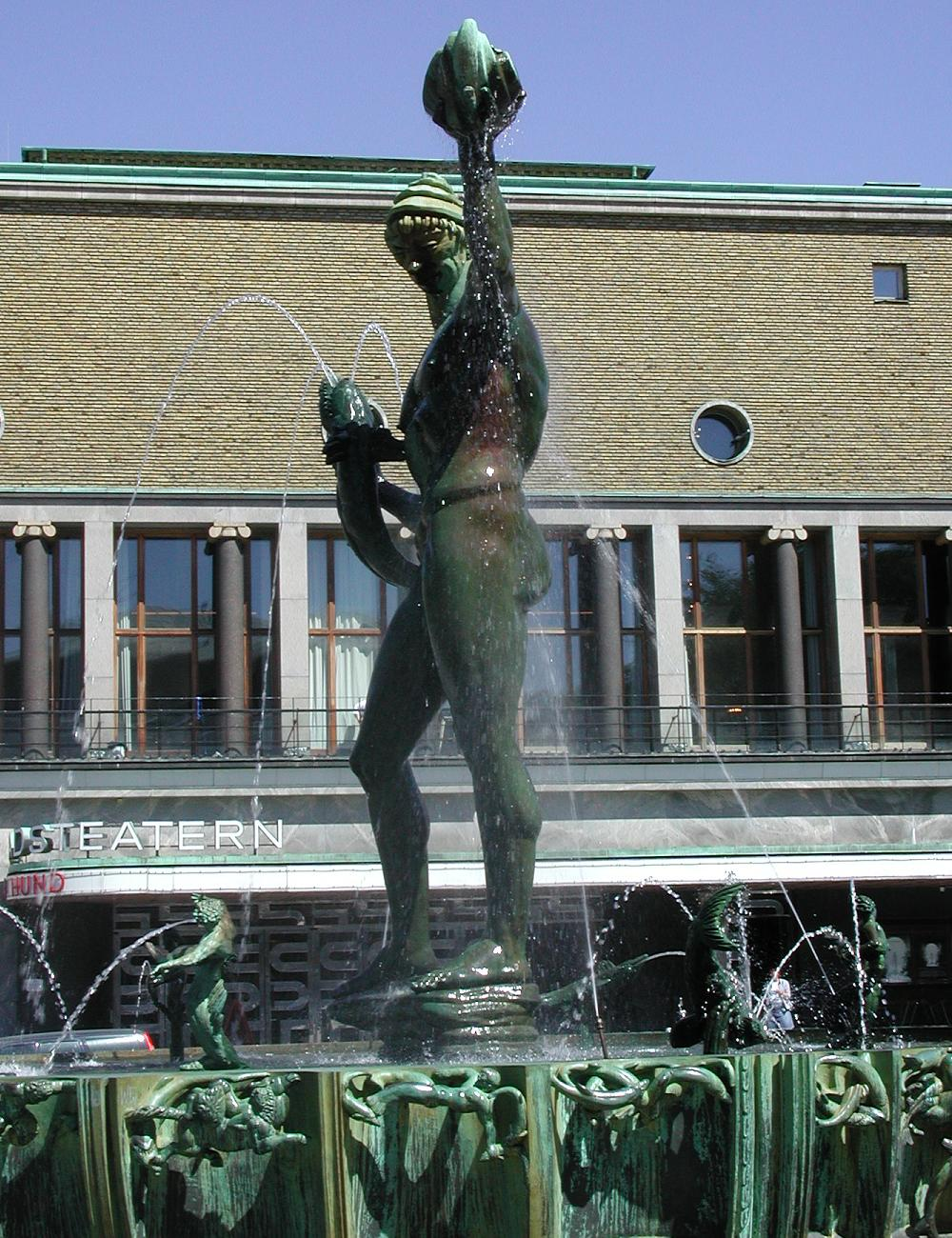
Estátua de Posidão em frente do Teatro Municipal de Gotemburgo
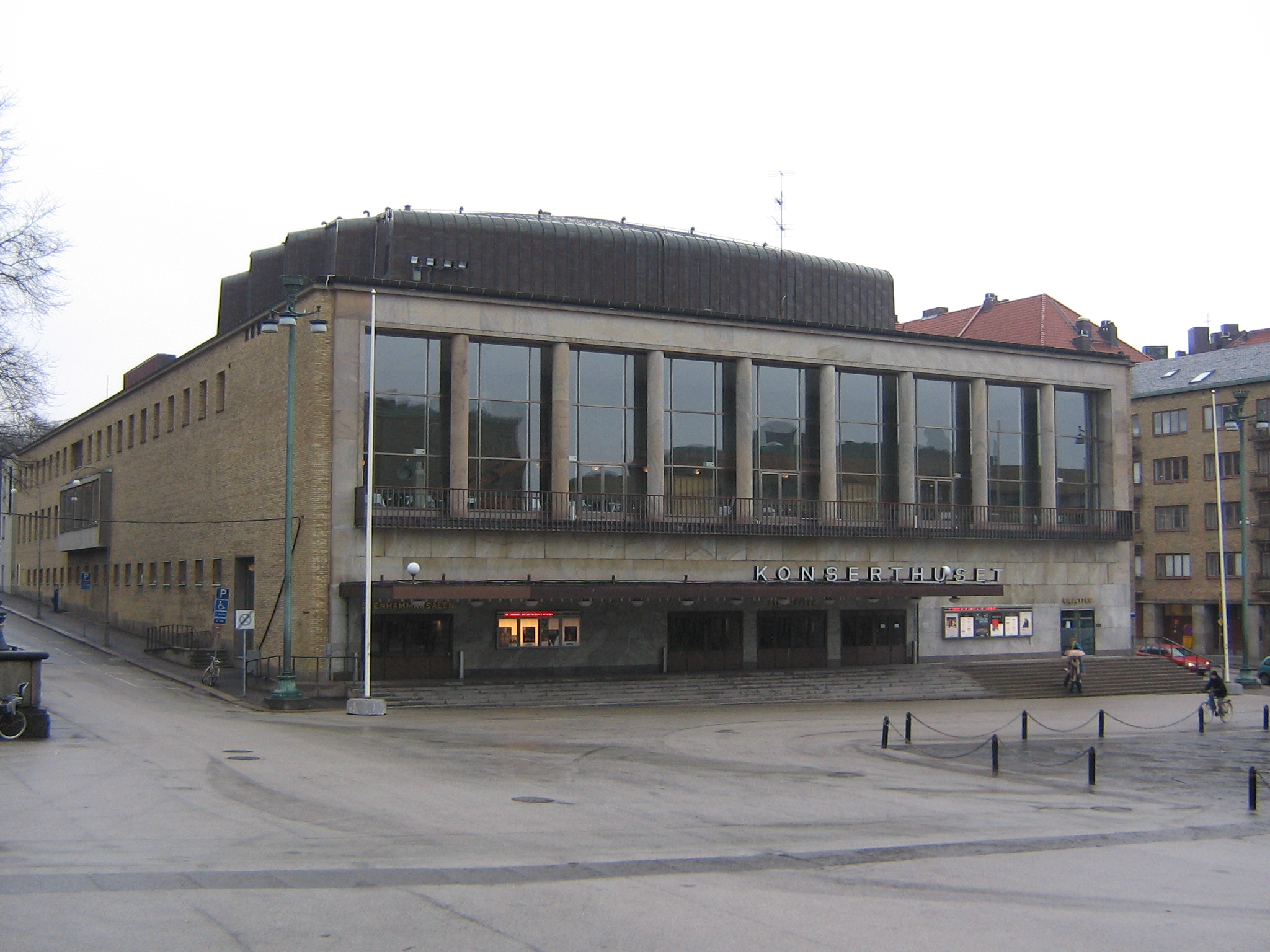
Sala de Concertos de Gotemburgo
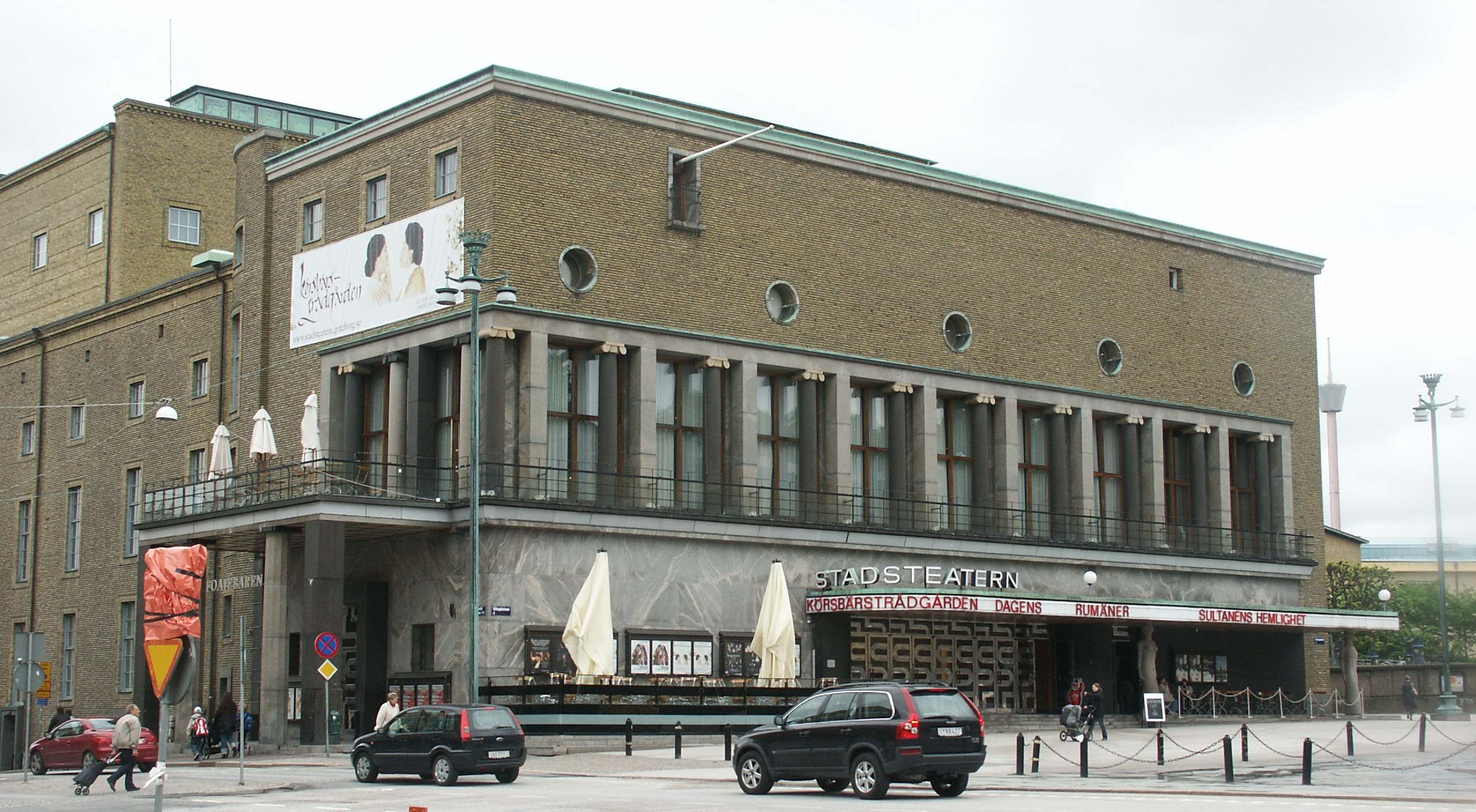
Teatro Municipal de Gotemburgo
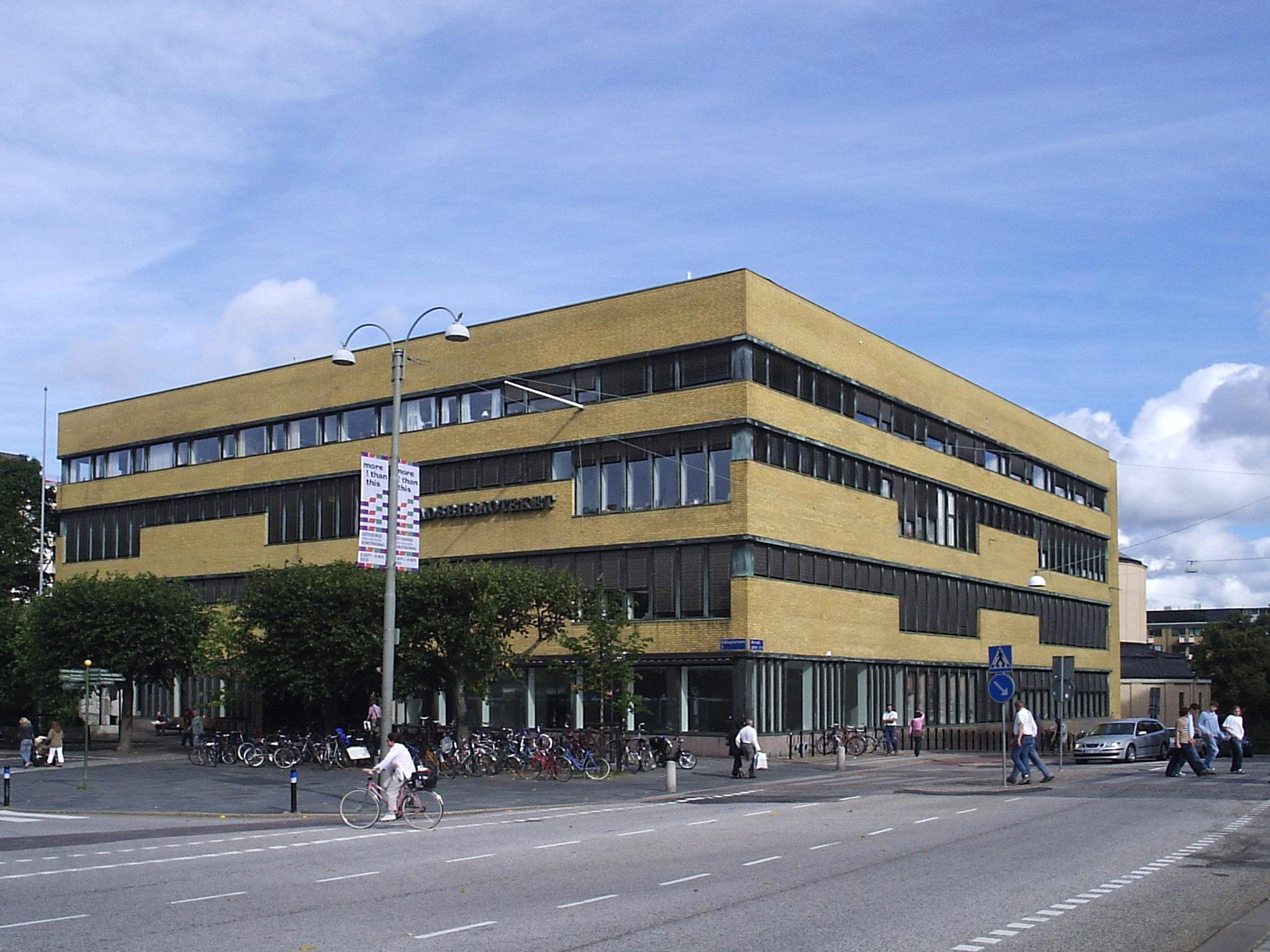
Biblioteca Municipal de Gotemburgo